# 沃伦·雷诺兹
沃伦·阿尔弗雷德·雷诺兹（英語：Warren Alfred Reynolds，1936年5月26日—），生于安大略省多伦多，加拿大男子篮球运动员。他曾代表加拿大获得1964年夏季奥运会男子篮球比赛第十四名。